# Galgos (serie de televisión)
Galgos es una serie de televisión por internet española de drama producida por Buendía Estudios para Movistar Plus+. Está protagonizada por un reparto coral formado por Adriana Ozores, Oscar Martínez, Marcel Borràs, Luis Bermejo, Patricia López Arnaiz, María Pedraza y Jorge Usón. Se estrenó en Movistar Plus+ el 18 de enero de 2024.

## Reparto

### Principal
- Adriana Ozores como Carmina Somarriba
  - Eva March interpreta la versión de joven (Episodio 5)
- Oscar Martínez como Gonzalo Díaz
  - Nicolás Francella interpreta la versión de joven (Episodio 5)
- Marcel Borràs como Guzmán Díaz Somarriba
- Patricia López Arnaiz como Blanca Díaz Somarriba
- María Pedraza como Jimena Díaz Somarriba

y la colaboración especial de
- Nancho Novo como Aurelio (Episodio 5)
  - Daniel Ibáñez interpreta la versión de joven (Episodio 5)

### Recurrente
- Jorge Usón como Julián Díaz
- Francesco Carril como Raúl Osorio
- Luis Bermejo como Emilio Somarriba (Episodio 1; Episodio 3 - Episodio 4; Episodio 6)
  - Borja Blau interpreta la versión de joven (Episodio 5)
- Cristina Alcázar como Guadalupe (Episodio 1 - Episodio 4; Episodio 6)
- Daniela Estay como Claudia (Episodio 1 - Episodio 3; Episodio 6)
- Antonio Muñoz de Mesa como Vilacans
- Xavier Estévez como Honorio
- Fran Nortes como Dordal (Episodio 1 - Episodio 4; Episodio 6)
- Álvaro Lafuente como Martín Osorio Somarriba (Episodio 1; Episodio 3; Episodio 5 - Episodio 6)
- Mamen Duch como Concha Subirós (Episodio 1 - Episodio 4)
- Cristina Fernández Pintado como Laura Contreras (Episodio 1 - Episodio 3)
- Eva Martín como Amalia Rivera (Episodio 3 - Episodio 4; Episodio 6)

### Invitado
- José Luis Torrijo como Pepe Callejo (Episodio 1)
- Xosé Barato como Antonio (Episodio 1)
- Irene Viñals como Rita (Episodio 1; Episodio 5)
- Pedro Bachura como Manuel (Episodio 1)
- Bernabé Fernández como Pedro Cerezo (Episodio 2 - Episodio 3)
- Alfonso Begara como Pablo (Episodio 2)
- Kepa Errasti como Celso Girauta (Episodio 2)
- Álvaro Roig como Ortega (Episodio 2)
- Pilar Matas como Merche (Episodio 2)
- Pauline Gálvez como María Elena (Episodio 3 - Episodio 4)
- Jaime Zatarain como Alberto (Episodio 3)
- Rocío Peláez como Maite (Episodio 3)
- Nicolás Scarpino como Mateo Lanzani (Episodio 3 - Episodio 4)
- Raquel Ferri como Maya (Episodio 3 - Episodio 4)
- Cristian Chaparro como Simón (Episodio 3; Episodio 6)
- Juanma Díez Diego como Tejeiro (Episodio 3)
- Iván Gisbert como Loarte (Episodio 3)
- Joaquín Climent como Fernández Junco (Episodio 4)
- Jonathan D. Mellor como Kluge (Episodio 4)
- Ekaitz Casas como Dani (Episodio 4)
- Javier Perdiguero como Lorenzo (Episodio 4)
- Carlos Zabala como Zubimendi (Episodio 4)
- Carlos Manuel Díaz como Peyró (Episodio 4)
- Isidoro Fernández como Rovira (Episodio 4)
- Juan Vinuesa como Giralt (Episodio 4)
- Marta Pérez como Sofía Miralles (Episodio 4)
- María García-Concha como Lena (Episodio 4)
- Antonio Dechent como Benito Osorio (Episodio 5 - Episodio 6)
- Álvaro Baguena como Luis Somarriba (Episodio 5)
- Puchi Lagarde como María Eugenia Quintana (Episodio 5 - Episodio 6)
- Ascen López como Anita (Episodio 5 - Episodio 6)
- Manuel José Valle como Salva (Episodio 5)
- Cristina Torrecilla como Dolores (Episodio 5)
- Elena Alférez como Cuca Atelier (Episodio 6)

## Episodios
| N.º | Título                   | Dirigido por    | Escrito por                                                       | Fecha de lanzamiento original |
| --- | ------------------------ | --------------- | ----------------------------------------------------------------- | ----------------------------- |
| 1   | «La familia unida»       | Félix Viscarret | Lucía Carballal, Pablo Remón, Francisco Kosterlitz y Clara Roquet | 18 de enero de 2024           |
| 2   | «Vivir con riesgo»       | Félix Viscarret | Lucía Carballal, Pablo Remón, Francisco Kosterlitz y Clara Roquet | 18 de enero de 2024           |
| 3   | «Sacrificio»             | Nely Reguera    | Francisco Kosterlitz y Clara Roquet                               | 25 de enero de 2024           |
| 4   | «La libertad de elegir»  | Nely Reguera    | Francisco Kosterlitz y Clara Roquet                               | 1 de febrero de 2024          |
| 5   | «El verano del incendio» | Félix Viscarret | Francisco Kosterlitz y Clara Roquet                               | 8 de febrero de 2024          |
| 6   | «Control familiar»       | Félix Viscarret | Francisco Kosterlitz y Clara Roquet                               | 15 de febrero de 2024         |

## Producción
En noviembre de 2022, Movistar Plus+ anunció por primera vez la producción de la serie Galgos, protagonizada por un reparto coral liderado por Adriana Ozores y Óscar Martínez, cuyo rodaje había comenzado en septiembre de ese año. El rodaje concluyó en diciembre de 2022, habiendo tenido lugar en distintas localidades de Madrid, Cantabria y Bruselas. La serie fue escrita por Clara Roquet, Francisco Kosterlitz, Pablo Remón y Lucía Carballal; y dirigida por Nely Reguera y Félix Viscarret; según Movistar, la serie "no tiene figura del creador como tal".

## Lanzamiento y marketing
Galgos fue proyectada por primera vez en el Festival de Iberseries & Platino Industria en octubre de 2023; durante la presentación de la serie en el festival, se anunció que la serie se estrenaría de cara el público en 2024. A principios de noviembre de 2023, Movistar Plus+ sacó el teaser de la serie y anunció que se estrenaría en enero de 2024. El 18 de diciembre de 2023, Movistar lanzó el tráiler final de la serie y anunció que su estreno finalmente tendría lugar el 28 de enero de 2024.

## Recepción
Galgos ha recibido críticas generalmente positivas por parte de los críticos. José A. Cano de Cine con Ñ elogió las actuaciones como "estupendas", sobre todo las de Jorge Usón y Antonio Dechent, y dijo de los directores, Félix Viscarret y Nely Reguera, que "planifican que da gusto verlo", pero describió a la serie como "otra serie que nace [...] de un 'brainstorming', este más creativo y menos estratégico que el de otras", añadiendo que "está todo tan bien medido, tan eficazmente ejecutado, que molesta", además de criticar "el habitual tono blanco, desideologizado y pensado para no molestar a nadie", concluyendo que es "una muy buena serie, diseñada con tiralíneas" y que "consagra [a Movistar Plus+] como la plataforma que produce mejor material español de media, siempre poco pero bien peinado". Pere Solà Gimferrer de La Vanguardia dijo que la serie "comete la maniobra arriesgada de medirse con Succession [...] cuando [...] la familia Roy todavía está presente en la memoria del espectador" y que la dirección "contribuye al parecido razonable", además de criticar que "los creadores [...] son tan directos al abordar la traición inaugural que apenas tiene impacto", pero también dijo que, cuando se intenta separar de Succession. "queda un entretenimiento sólido que tiene su mayor virtud en llevar las discusiones de poder a un terreno muy abonado" y que "opta por ser un drama familiar de corte clásico, adulto y tan prolífico en España", citando a la serie como un "avance" respecto a series como Gran Reserva o Herederos. Alfonso Rivera de Cineuropa describió el guion como "dinámico, entretenido y tenso" y dijo que "todo armoniza –la puesta en escena, las localizaciones, producción, diálogos y actuaciones– en este título que seguramente acapare premios en la temporada 2024 que justo ahora comienza".
Wanchope de El Séptimo Arte le dio a la serie un 7.5 de 10, describiendo la comparación entre Galgos y Succession como "oportuna y oportunista que sin embargo, para variar, no resulta odiosa" y a la propia serie como "una serie de personajes muy dinámica, sobria, precisa y rica en una fina y no tan fina ironía", además de decir que está "bien escrita, bien dirigida, bien interpretada", concluyendo que es "como Succession a la española sin perjuicio alguno para Galgos" y "una notable y altamente satisfactoria producción". Pedro Zárate de Vertele dijo que Galgos se parece a Succession "sobre todo en los pequeños detalles", aunque añadió que esto "no necesariamente" habla mal de la serie, la cual describió como "ágil y muy entretenida" a pesar de que "no hay grandes personajes que echarse a la boca", además de elogiar su "denuncia social [...] del peligro que supone consumir azúcar en altas proporciones, sobre todo entre los más pequeños", concluyendo que "si a nadie le amarga un dulce [...], a ninguna serie le debe amargar que te comparen con una de las mejores de la historia reciente".